# Sinophoneus yumenensis
Sinophoneus yumenensis è un terapside estinto, appartenente ai dinocefali. Visse nel Permiano medio (circa 270 milioni di anni fa) e i suoi resti fossili sono stati ritrovati in Cina. 

## Descrizione
Questo animale è noto principalmente per un singolo cranio ben conservato, caratterizzato da un ampio muso e da una cresta lungo la parte centrale del cranio. Dal raffronto con animali simili come Syodon, Titanophoneus e Anteosaurus, si suppone che anche Sinophoneus fosse un predatore dalle zampe robuste, dall'andatura simile a quella di un varano. Il corpo doveva essere robusto e la coda piuttosto lunga. Si suppone che Sinophoneus oltrepassasse i 2,5 metri di lunghezza.

## Classificazione
Sinophoneus è stato descritto nel 1996, sulla base di resti fossili ritrovati nella formazione Xidagou in Cina. Questo animale risale al Permiano medio ed è considerato uno dei terapsidi più antichi, ma le caratteristiche lo pongono in un gruppo già derivato (i dinocefali) e di conseguenza l'origine dei terapsidi deve essere ancora più antica. La stessa formazione geologica ha restituito i fossili di un altro dinocefalo, descritto nel 1997 come Stenocybus acidentatus, sulla base di un cranio e di frammendi di mascella e mandibola. 

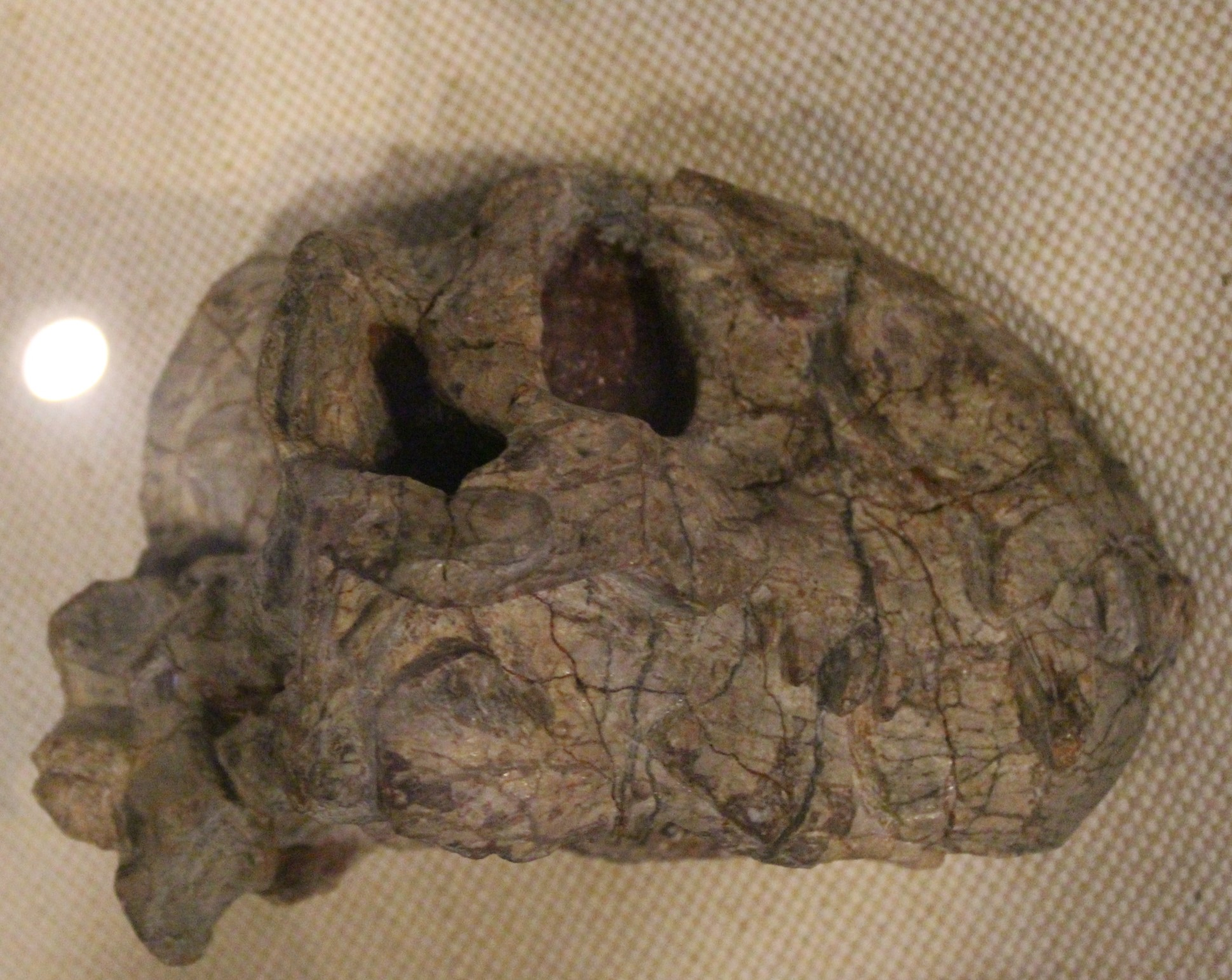
Cranio di Sinophoneus yumenensis

Si suppone che Stenocybus possa in realtà rappresentare un esemplare giovane di Sinophoneus: caratteri giovanili dell'esemplare includono le dimensioni più piccole, orbite più grandi e un cranio più alto. In ogni caso, il muso arrotondato di entrambe queste forme le distingue dagli altri dinocefali carnivori (gli anteosauridi) e indica che Sinophoneus e Stenocybus fossero strettamente imparentati.